# Christ-høj
Der Christ-høj war eine megalithische Grabanlage der jungsteinzeitlichen Nordgruppe der Trichterbecherkultur im Kirchspiel Søllerød in der dänischen Kommune Rudersdal.

## Lage
Das Grab lag bei Nærum; der exakte Standort ist nicht überliefert.

## Forschungsgeschichte
1757 fand eine Ausgrabung der Anlage statt. Der genaue Zerstörungszeitpunkt ist unbekannt.

## Beschreibung

### Architektur
Die Anlage besaß eine rechteckige Hügelschüttung mit einer Länge von 37,5 m und einer Breite von 15 m. Die Orientierung ist unbekannt. Zu einer möglichen steinernen Umfassung liegen keine Informationen vor.
Der Hügel enthielt zwei Grabkammern. Die erste ist wohl als Dolmen anzusprechen. Sie war ost-westlich orientiert und hatte einen rechteckigen Grundriss. Sie hatte eine Länge von 2 m, eine Breite von 0,3 m und eine Höhe von 0,8 m.
Die zweite Kammer war ebenfalls ost-westlich orientiert und hatte einen rechteckigen Grundriss. Sie hatte eine Länge von 2,6 m, eine Breite von 0,8 m und eine Höhe von 0,7 m.

### Funde
In dem Grab wurden Skelettreste gefunden. Ihr Verbleib ist unklar.